# Navikõ
Navikõ es una aldea del municipio de Setomaa, situado en el condado de Võru, Estonia. Según el censo de 2021, tiene una población de 3 habitantes.